# Phlegra shulovi
Phlegra shulovi är en spindelart som beskrevs av Prószynski 1998. Phlegra shulovi ingår i släktet Phlegra och familjen hoppspindlar. Inga underarter finns listade i Catalogue of Life.